# David Beckmann

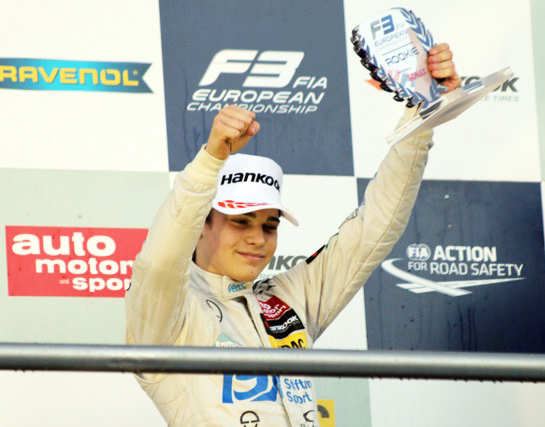
David Beckmann 2016

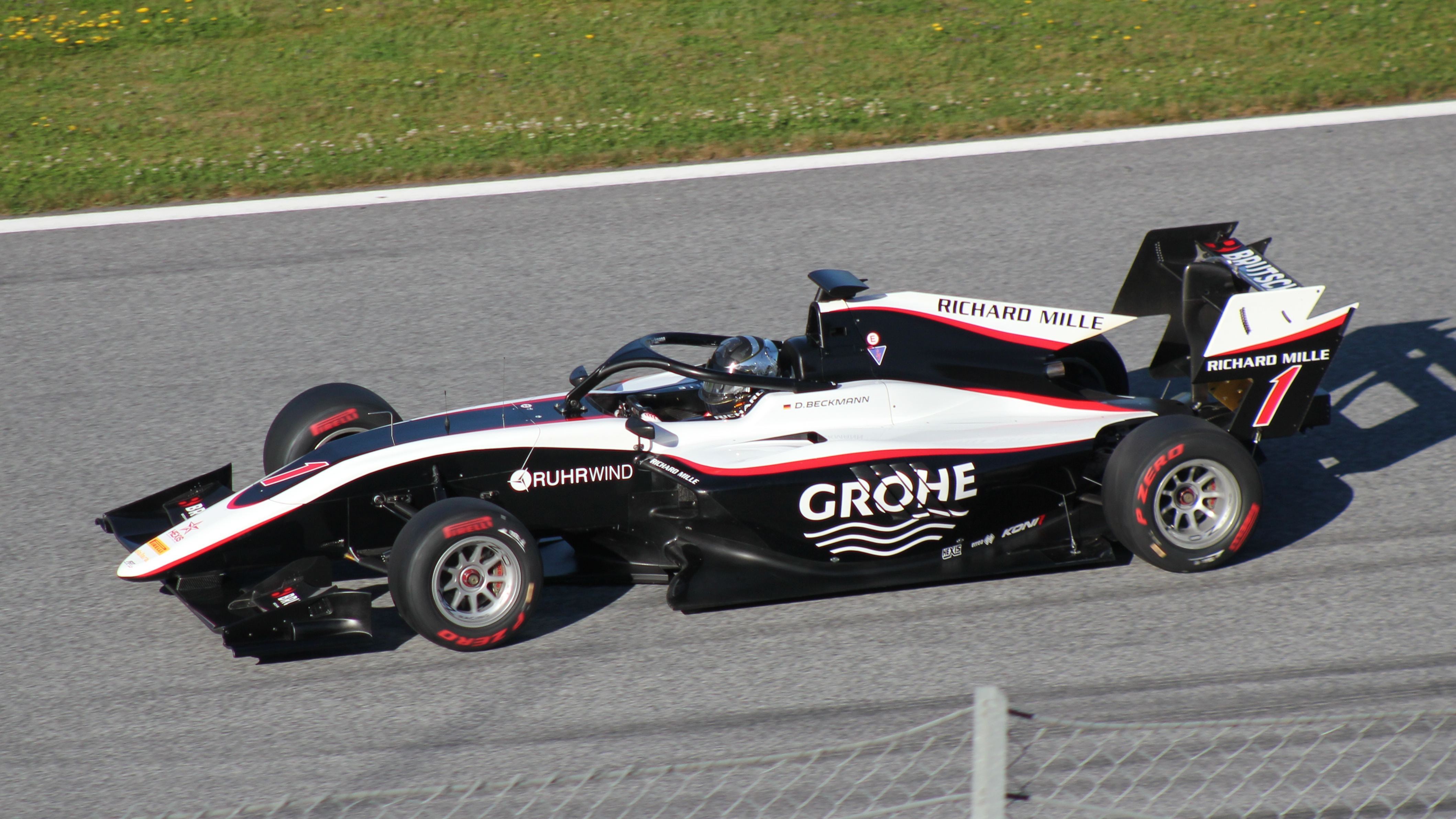
David Beckmann beim Formel-3-Rennen in Spielberg 2019

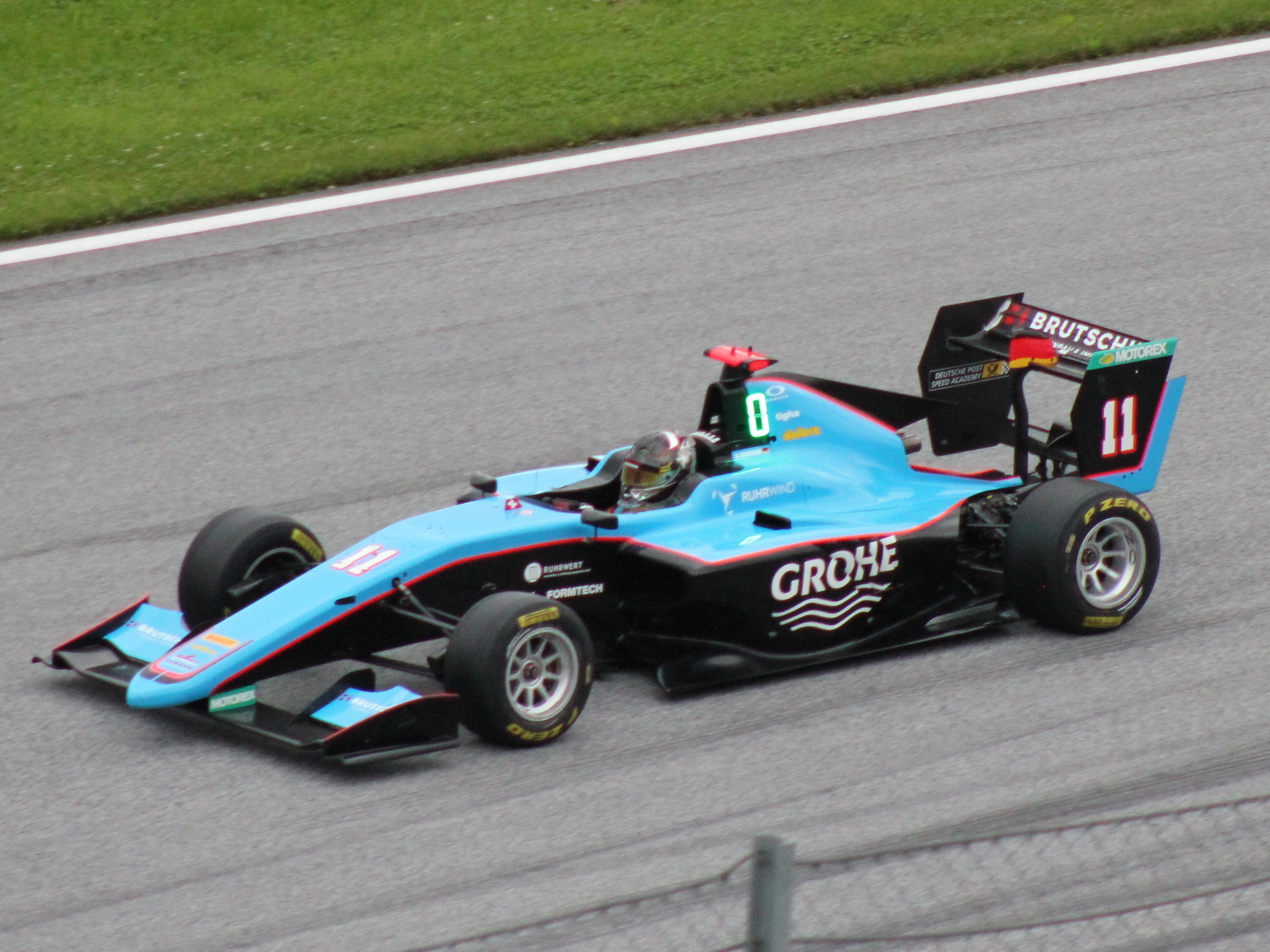
David Beckmann beim GP3-Rennen in Spielberg 2018

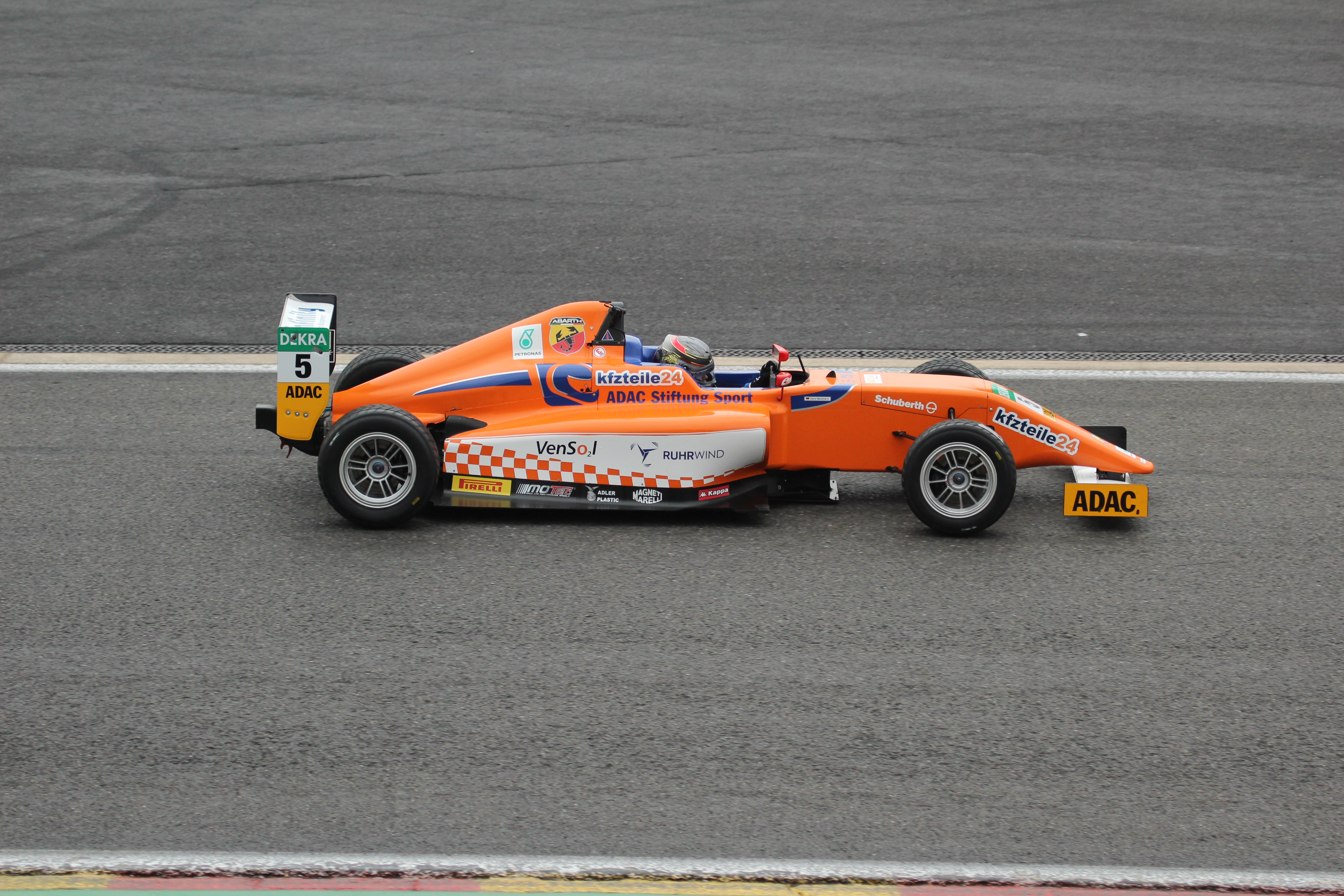
David Beckmann in Spa-Francorchamps in der deutschen Formel 4 Meisterschaft 2015

David Alexander Beckmann (* 27. April 2000 in Iserlohn) ist ein deutscher Automobilrennfahrer. 2016 und 2017 startete er in der europäischen Formel-3-Meisterschaft. 2018 startete er in der GP3-Serie für Trident-Racing. Seit der Saison 2022 fährt er einzelne Rennen in der FIA Formula-2-Championship und ist zugleich Ersatz- und Entwicklungsfahrer im Formel-E-Team von Andretti Autosport. 2023 trat er für Andretti in zwei Rennen der Formel-E-Weltmeisterschaft an, in denen er André Lotterer ersetzte.

## Karriere
Beckmann begann seine Motorsportkarriere 2006 im Kartsport, in dem er bis 2014 aktiv blieb. 2009 gewann er das ADAC Kart Masters in der Klasse Bambini B. 2011 wurde er in den Förderkader der ADAC Stiftung Sport aufgenommen. In diesem Jahr war er der jüngste KF3-Fahrer Europas und wurde Vierter im Euro Wintercup. 2012 gewann Beckmann in der KF3-Klasse sowohl die DMV Kart Championship als auch den europäischen Bridgestone Cup. 2013 wurde Beckmann Zweiter in der deutschen Junioren-Kartmeisterschaft. Darüber hinaus wurde er in der KFJ-Klasse Dritter der WSK Euro Series. 2014 gewann Beckmann die deutsche Junioren-Kartmeisterschaft vor Mick Schumacher. In der Junioren-Karteuropameisterschaft wurde er Fünfter.
2015 wechselte Beckmann in den Formelsport und erhielt bei dem von Mücke Motorsport betreuten Team des ADAC Berlin-Brandenburg e. V. ein Cockpit in der deutschen und der italienischen Formel-4-Meisterschaft. Seine ersten Formel-4-Rennen absolvierte er in der italienischen Formel-4-Meisterschaft. Dabei gelang es ihm direkt am ersten Wochenende in Vallelunga das zweite Rennen zu gewinnen. Beckmann erzielte zwei weitere Siege in der italienischen Formel-4-Meisterschaft. Er ließ eine Veranstaltung aus und lag am Saisonende auf dem vierten Gesamtrang. Er unterlag damit intern Robert Schwarzman, der bei jedem Rennen an den Start ging und Gesamtdritter war. In der deutschen Formel-4-Meisterschaft 2015 musste Beckmann die erste Veranstaltung auslassen, da er zu dem Zeitpunkt noch nicht 15 Jahre alt war. Bei seinem Debütwochenende in Spielberg erzielte er beim dritten Rennen mit dem dritten Platz seine erste Podest-Platzierung. Beim zweitletzten Saisonrennen in Hockenheim kollidierte er in Führung liegend mit seinem Teamkollegen Lando Norris. Da das Rennen wegen des Unfalls abgebrochen wurde, gewann Beckmann damit sein erstes Rennen in der deutschen Formel-4-Meisterschaft. Beckmann beendete die Saison als bester Formelsport-Neuling auf dem fünften Gesamtrang. Mit 166 zu 167 Punkten unterlag er teamintern Schwarzman, der ebenfalls zu einem Rennwochenende nicht angetreten war.
2016 blieb Beckmann bei Mücke Motorsport und trat in der europäischen Formel-3-Meisterschaft an. Die ersten zwei Veranstaltungen ließ er aus, da er das Alterslimit noch nicht erfüllt hatte. Zwei dritte Plätze waren seine besten Ergebnisse. In der Meisterschaft erreichte er den 15. Platz. Darüber hinaus wurde Beckmann seit dieser Saison vom Getränkehersteller Red Bull unterstützt. 2017 wechselt Beckmann zu Van Amersfoort Racing und trat erneut in der europäischen Formel-3-Meisterschaft an. Nach drei Rennwochenenden wechselte er zum Team Motopark.
Mitte 2018 wechselte Beckmann in der GP3-Serie von Jenzer Motorsport zu Trident Racing. Bereits am ersten Rennwochenende konnte Beckmann mit Platz vier sein bis dahin bestes Saisonergebnis einfahren. In den darauf folgenden Rennen gewann er jeweils in Spa, Monza und in Sochi und ist somit der erfolgreichste Pilot in der zweiten Saisonhälfte. Mit insgesamt drei Siegen, vier Podestplätzen und zwei Pole Positionen belegte Beckmann bei Saisonende den fünften Platz in der Gesamtwertung.
2019 ging Beckmann für den französischen Rennstall ART Grand Prix in der neu gegründeten FIA-Formel-3-Meisterschaft 2019 an den Start. 2020 fuhr er erneut in der Formel 3, dieses Mal für den italienischen Rennstall Trident Racing, und wurde nach zwei Siegen und vier weiteren Podiumsplatzierungen Sechster in der Gesamtwertung.
Für die FIA-Formel-2-Meisterschaft 2021 ging Beckmann mit Charouz Racing System an den Start. Nach einem dritten Platz im ersten Rennen der Saison in Bahrain schaffte David Beckmann noch einen zweiten Platz in Aserbaidschan. Nach vier Runden wechselte er zum Team Campos Racing. Er brach die Saison vorzeitig ab und schloss die Saison als 15. der Gesamtwertung ab.
2022 schloss sich Beckmann dem Formel-E-Team von Andretti Autosport als Ersatz- und Entwicklungsfahrer an. Beim Rennen der Formel 2 in Imola ersetzte er den Stammfahrer Cem Bölükbaşı, der sich im Training in Jeddah eine Verletzung zugezogen hatte, beim Team Charouz. Für die Rennwochenenden der Formel 2 in Silverstone, Le Castellet und Budapest fuhr Beckmann für das Team Van Amersfoort Racing. Zum einen war der Stammfahrer Amaury Cordeel für das Rennwochenende in Großbritannien gesperrt, weil er nach mehreren Rennvergehen zwölf Strafpunkte gesammelt hatte und zum anderen erkrankte Jake Hughes im Vorfeld der beiden letztgenannten Rennen am Covid-19-Virus, sodass er die Rennen nicht bestreiten konnte. Vor dem Rennen in Spa-Franchorchamps wurde bekanntgegeben, dass Beckmann Hughes auch für den Rest der Saison vertritt, da sich dieser noch mehr auf ein eventuelles Engagement in der Formel E konzentrieren kann.
Für die folgende Formel-E-Saison 2022/23 wurde Beckmann neben Simona de Silvestro auch als Ersatzfahrer für das Team von Porsche benannt, das die von Andretti genutzten Motoren entwickelte. Als Ersatz für Stammfahrer André Lotterer, der aufgrund der Vorbereitungen für seine Teilnahme am 24-Stunden-Rennen von Le Mans nicht antreten konnte, gab Beckmann im Juni 2023 sein Debüt in der Formel E bei zwei Rennen in der indonesischen Hauptstadt Jakarta. Beckmann beendete das erste Rennen auf Platz 16 und fiel im zweiten aus.

## Statistik

### Karrierestationen
| - 2006–2014: Kartsport - 2015: Deutsche Formel 4 (Platz 5) - 2015: Italienische Formel 4 (Platz 4) - 2016: Europäische Formel 3 (Platz 15) | - 2017: Europäische Formel 3 (Platz 16) - 2018: GP3-Serie (Platz 5) - 2019: FIA-Formel-3-Meisterschaft (Platz 14) - 2020: FIA-Formel-3-Meisterschaft (Platz 6) | - 2021: FIA-Formel-2-Meisterschaft (Platz 15) - 2022: FIA-Formel-2-Meisterschaft (Platz 18) - 2022/2023: Formel E (Platz 25) - 2024/2025: Formel E |

### Einzelergebnisse in der deutschen Formel-4-Meisterschaft
| Jahr | Team                          | 1   | 2   | 3   | 4   | 5   | 6   | 7   | 8   | 9   | 10  | 11  | 12  | 13  | 14  | 15  | 16  | 17  | 18  | 19  | 20  | 21  | 22  | 23  | 24  | Punkte | Rang |
| ---- | ----------------------------- | --- | --- | --- | --- | --- | --- | --- | --- | --- | --- | --- | --- | --- | --- | --- | --- | --- | --- | --- | --- | --- | --- | --- | --- | ------ | ---- |
| 2015 | ADAC Berlin-Brandenburg e. V. | OS1 | OS1 | OS1 | SPI | SPI | SPI | SPA | SPA | SPA | LAU | LAU | LAU | NÜR | NÜR | NÜR | SAC | SAC | SAC | OS2 | OS2 | OS2 | HOC | HOC | HOC | 166    | 5.   |
| 2015 | ADAC Berlin-Brandenburg e. V. |     |     |     | 7   | DNF | 3   | 7   | 11  | 7   | 5   | DNF | 18  | 5   | 4   | 8   | 7   | 5   | 5   | 15  | 5   | 11  | 2   | 1   | 2   | 166    | 5.   |

### Einzelergebnisse in der italienischen Formel-4-Meisterschaft
| Jahr | Team                                           | 1   | 2   | 3   | 4   | 5   | 6   | 7   | 8   | 9   | 10  | 11  | 12  | 13  | 14  | 15  | 16  | 17  | 18  | 19  | 20  | 21  | Punkte | Rang |
| ---- | ---------------------------------------------- | --- | --- | --- | --- | --- | --- | --- | --- | --- | --- | --- | --- | --- | --- | --- | --- | --- | --- | --- | --- | --- | ------ | ---- |
| 2015 | ADAC Berlin-Brandenburg e. V. Mücke Motorsport | VAL | VAL | VAL | MNZ | MNZ | MNZ | IMO | IMO | IMO | MUG | MUG | MUG | ADR | ADR | ADR | IMO | IMO | IMO | MIS | MIS | MIS | 176    | 4.   |
| 2015 | ADAC Berlin-Brandenburg e. V. Mücke Motorsport | 10  | 1   | 5   | 4   | 2   | DNF | 8   | 1   | 9   | 3   | 15  | 2   | 1   | 4   | 5   | 4   | 17  | 3   |     |     |     | 176    | 4.   |

### Einzelergebnisse in der europäischen Formel-3-Meisterschaft
| Jahr | Team                         | Motor      | 1   | 2   | 3   | 4   | 5   | 6   | 7   | 8   | 9   | 10  | 11  | 12  | 13  | 14  | 15  | 16  | 17  | 18  | 19  | 20  | 21  | 22  | 23  | 24  | 25  | 26  | 27  | 28  | 29  | 30  | Punkte | Rang |
| ---- | ---------------------------- | ---------- | --- | --- | --- | --- | --- | --- | --- | --- | --- | --- | --- | --- | --- | --- | --- | --- | --- | --- | --- | --- | --- | --- | --- | --- | --- | --- | --- | --- | --- | --- | ------ | ---- |
| 2016 | kfzteile 24 Mücke Motorsport | Mercedes   | LEC | LEC | LEC | HUN | HUN | HUN | PAU | PAU | PAU | SPI | SPI | SPI | NOR | NOR | NOR | ZAN | ZAN | ZAN | SPA | SPA | SPA | NÜR | NÜR | NÜR | IMO | IMO | IMO | HOC | HOC | HOC | 67     | 15.  |
| 2016 | kfzteile 24 Mücke Motorsport | Mercedes   |     |     |     |     |     |     | 17  | DNF | DNF | 7   | 7   | 12  | 10  | 13  | DNF | 10  | 7   | 3   | 7   | 16  | 10  | 13  | 6   | 13  | DNF | DNF | 9   | 12  | 3   | 18  | 67     | 15.  |
| 2017 | Van Amersfoort Racing        | Mercedes   | SIL | SIL | SIL | MNZ | MNZ | MNZ | PAU | PAU | PAU | HUN | HUN | HUN | NOR | NOR | NOR | SPA | SPA | SPA | ZAN | ZAN | ZAN | NÜR | NÜR | NÜR | SPI | SPI | SPI | HOC | HOC | HOC | 45     | 16.  |
| 2017 | Van Amersfoort Racing        | Mercedes   | 14  | 17  | 14  | DNF | 15  | 14  | 11  | 14  | DNF |     |     |     |     |     |     |     |     |     |     |     |     |     |     |     |     |     |     |     |     |     | 45     | 16.  |
| 2017 | Motopark                     | Volkswagen |     |     |     |     |     |     |     |     |     | 11  | 5   | 5   | 12  | 11  | 6   | DNF | 15  | 16  | DNF | 5   | 13  | DNF | 15  | 15  | 8   | 11  | 9   | 17  | 13  | 10  | 45     | 16.  |

### Einzelergebnisse in der GP3-Serie
| Jahr | Team              | 1   | 2   | 3   | 4   | 5   | 6   | 7   | 8   | 9   | 10  | 11  | 12  | 13  | 14  | 15  | 16  | 17  | 18  | Punkte | Rang |
| ---- | ----------------- | --- | --- | --- | --- | --- | --- | --- | --- | --- | --- | --- | --- | --- | --- | --- | --- | --- | --- | ------ | ---- |
| 2018 | Jenzer Motorsport | ESP | ESP | FRA | FRA | AUT | AUT | GBR | GBR | HUN | HUN | BEL | BEL | ITA | ITA | RUS | RUS | UAE | UAE | 137    | 5.   |
| 2018 | Jenzer Motorsport | 6   | 17  | 18  | 10  | 8   | DNF | 14  | DNF |     |     |     |     |     |     |     |     |     |     | 137    | 5.   |
| 2018 | Trident           |     |     |     |     |     |     |     |     | 4   | 7   | 1   | DNS | 1   | 5   | 5   | 1   | 2   | DNF | 137    | 5.   |

### Einzelergebnisse in der FIA-Formel-3-Meisterschaft
| Jahr | Team    | 1   | 2   | 3   | 4   | 5   | 6   | 7   | 8   | 9   | 10  | 11  | 12  | 13  | 14  | 15  | 16  | 17  | 18  | Punkte | Rang |
| ---- | ------- | --- | --- | --- | --- | --- | --- | --- | --- | --- | --- | --- | --- | --- | --- | --- | --- | --- | --- | ------ | ---- |
| 2019 | ART     | ESP | ESP | FRA | FRA | AUT | AUT | GBR | GBR | HUN | HUN | BEL | BEL | ITA | ITA | RUS | RUS |     |     | 20     | 14.  |
| 2019 | ART     | 4   | 7   | 10  | DNF | 15  | 10  | 11  | 6   | 28  | 19  | 10  | 12  | DNF | 28  | WD  | WD  |     |     | 20     | 14.  |
| 2020 | Trident | AT1 | AT1 | AT2 | AT2 | HUN | HUN | GB1 | GB1 | GB2 | GB2 | ESP | ESP | BEL | BEL | IT1 | IT1 | IT2 | IT2 | 139,5  | 6.   |
| 2020 | Trident | 7   | 4   | 3   | 3   | 10  | 1   | 9   | 1   | 5   | 4   | 5   | 9   | 3   | 9   | 4   | DNF | 8   | 2   | 139,5  | 6.   |

### Einzelergebnisse in der FIA-Formel-2-Meisterschaft
| Jahr | Team                  | 1   | 2   | 3   | 4   | 5   | 6   | 7   | 8   | 9   | 10  | 11  | 12  | 13  | 14  | 15  | 16  | 17  | 18  | 19  | 20  | 21  | 22  | 23  | 24  | 25  | 26  | 27  | 28  | Rang | Punkte |
| ---- | --------------------- | --- | --- | --- | --- | --- | --- | --- | --- | --- | --- | --- | --- | --- | --- | --- | --- | --- | --- | --- | --- | --- | --- | --- | --- | --- | --- | --- | --- | ---- | ------ |
| 2021 | Charouz               | BHR | BHR | BHR | MON | MON | MON | AZE | AZE | AZE | GBR | GBR | GBR | ITA | ITA | ITA | RUS | RUS | RUS | KSA | KSA | KSA | UAE | UAE | UAE |     |     |     |     | 15.  | 32     |
| 2021 | Charouz               | 3   | 7   | 11  | 12  | DNF | 13  | 9   | 2   | 12  | 13  | 8   | 15  |     |     |     |     |     |     |     |     |     |     |     |     |     |     |     |     | 15.  | 32     |
| 2021 | Campos                |     |     |     |     |     |     |     |     |     |     |     |     | 10  | 5   | DNF | 15  | C   | 10  |     |     |     |     |     |     |     |     |     |     | 15.  | 32     |
| 2022 | Charouz               | BHR | BHR | KSA | KSA | IT1 | IT1 | ESP | ESP | MCO | MCO | AZE | AZE | GBR | GBR | AUT | AUT | FRA | FRA | HUN | HUN | BEL | BEL | NLD | NLD | IT2 | IT2 | UAE | UAE | 18.  | 25     |
| 2022 | Charouz               |     |     |     |     | DNF | 8   |     |     |     |     |     |     |     |     |     |     |     |     |     |     |     |     |     |     |     |     |     |     | 18.  | 25     |
| 2022 | Van Amersfoort Racing |     |     |     |     |     |     |     |     |     |     |     |     | 16  | 19  |     |     | 10  | 14  | 12  | 14  | 8   | 6   | 14  | 13  | 7   | 5   |     |     | 18.  | 25     |

### Einzelergebnisse in der FIA-Formel-E-Weltmeisterschaft
| Jahr    | Team               | 1   | 2   | 3   | 4   | 5   | 6   | 7   | 8   | 9   | 10  | 11  | 12  | 13  | 14  | 15  | 16  | Punkte | Rang |
| ------- | ------------------ | --- | --- | --- | --- | --- | --- | --- | --- | --- | --- | --- | --- | --- | --- | --- | --- | ------ | ---- |
| 2022/23 | Avalanche Andretti | MEX | DIR | DIR | HYD | CAP | SAP | BER | BER | MCO | JAK | JAK | POR | ROM | ROM | LON | LON | 0      | 25.  |
| 2022/23 | Avalanche Andretti |     |     |     |     |     |     |     |     |     | 16  | DNF |     |     |     |     |     | 0      | 25.  |
| 2024/25 | Cupra Kiro         | SAP | MEX | JED | JED | MIA | MCO | MCO | TOK | TOK | SHA | SHA | JAK | BER | BER | LON | LON | 0      | 24.  |
| 2024/25 | Cupra Kiro         | DNF | DNF | 14  | 17  | DNF | 17  | 19  | 18  | 13  | 14  | 20  | 16  | DNF | 16  |     |     | 0      | 24.  |

### Einzelergebnisse in der FIA-Langstrecken-Weltmeisterschaft
| Saison | Team | Rennwagen | 1   | 2   | 3   | 4   | 5   | 6   | 7   |
| ------ | ---- | --------- | --- | --- | --- | --- | --- | --- | --- |
| 2023   | Jota | Oreca 07  | SEB | POR | SPA | LEM | MON | FUJ | BAH |
| 2023   | Jota | Oreca 07  | 7   | 14  |     |     |     |     |     |

| Legende  | Legende            | Legende                                                          |
| Farbe    | Abkürzung          | Bedeutung                                                        |
| -------- | ------------------ | ---------------------------------------------------------------- |
| Gold     | –                  | Sieg                                                             |
| Silber   | –                  | 2. Platz                                                         |
| Bronze   | –                  | 3. Platz                                                         |
| Grün     | –                  | Platzierung in den Punkten                                       |
| Blau     | –                  | Klassifiziert außerhalb der Punkteränge                          |
| Violett  | DNF                | Rennen nicht beendet (did not finish)                            |
| Violett  | NC                 | nicht klassifiziert (not classified)                             |
| Rot      | DNQ                | nicht qualifiziert (did not qualify)                             |
| Rot      | DNPQ               | in Vorqualifikation gescheitert (did not pre-qualify)            |
| Schwarz  | DSQ                | disqualifiziert (disqualified)                                   |
| Weiß     | DNS                | nicht am Start (did not start)                                   |
| Weiß     | WD                 | zurückgezogen (withdrawn)                                        |
| Hellblau | PO                 | nur am Training teilgenommen (practiced only)                    |
| Hellblau | TD                 | Freitags-Testfahrer (test driver)                                |
| ohne     | DNP                | nicht am Training teilgenommen (did not practice)                |
| ohne     | INJ                | verletzt oder krank (injured)                                    |
| ohne     | EX                 | ausgeschlossen (excluded)                                        |
| ohne     | DNA                | nicht erschienen (did not arrive)                                |
| ohne     | C                  | Rennen abgesagt (cancelled)                                      |
| ohne     | keine WM-Teilnahme |                                                                  |
| sonstige | P/fett             | Pole-Position                                                    |
| sonstige | 1/2/3/4/5/6/7/8    | Punktplatzierung im Sprint-/Qualifikationsrennen                 |
| sonstige | SR/kursiv          | Schnellste Rennrunde                                             |
| sonstige | *                  | nicht im Ziel, aufgrund der zurückgelegten Distanz aber gewertet |
| sonstige | ()                 | Streichresultate                                                 |
| sonstige | unterstrichen      | Führender in der Gesamtwertung                                   |